# Sao xung

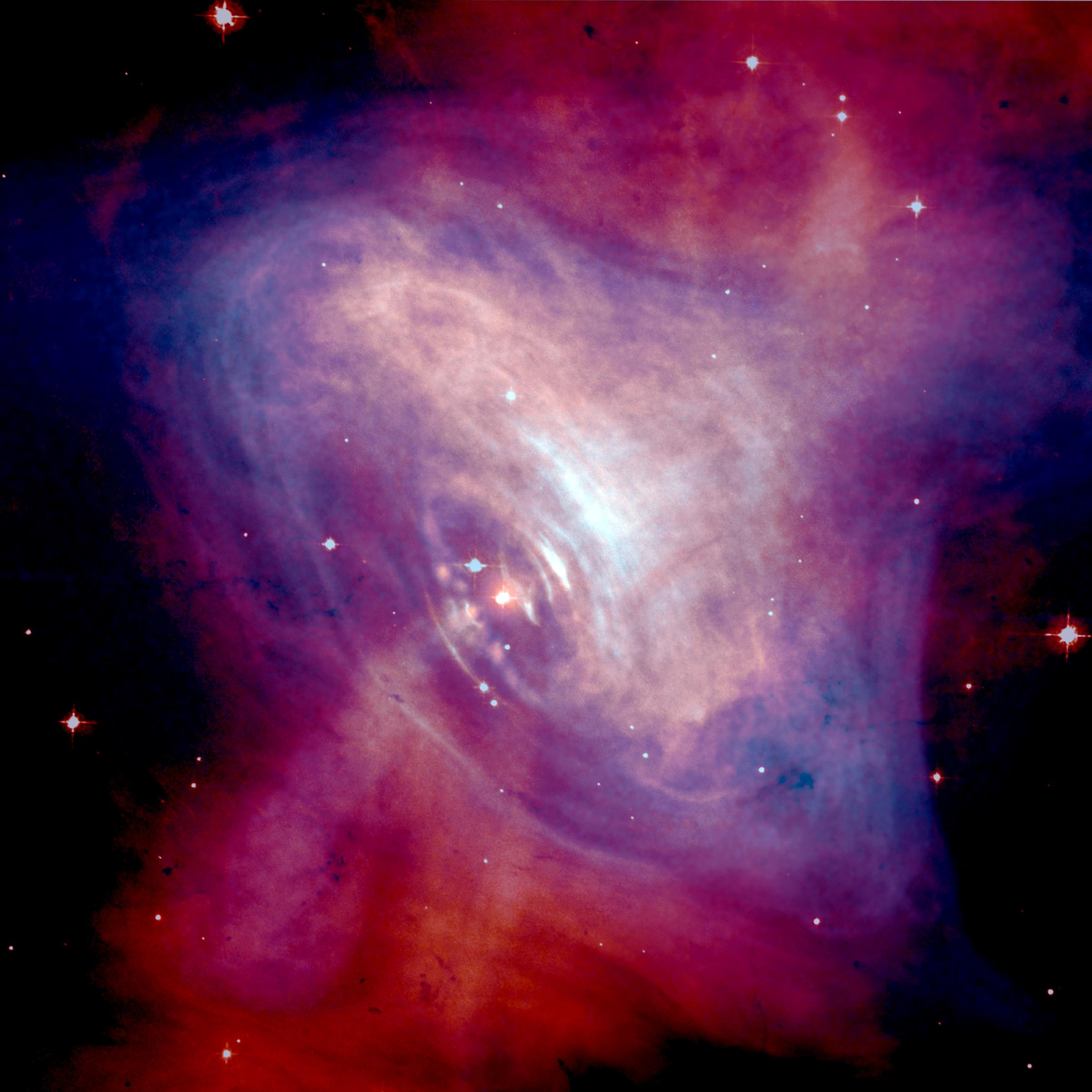
Ảnh quang học/tia X tổng hợp của tinh vân Con Cua, với chất khí ở gần bị xoắn lên do trường điện từ và bức xạ của pulsar gây nên

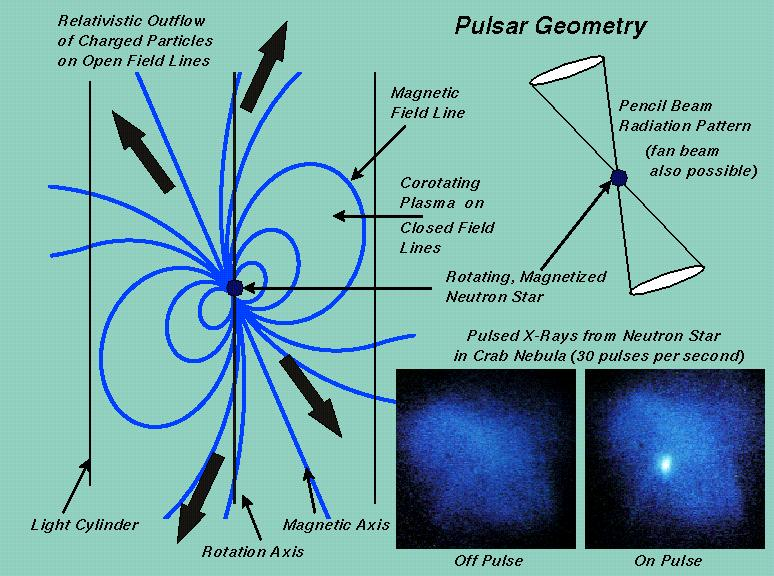

Sao xung (hay pulsar) là các sao neutron xoay rất nhanh, nó biểu hiện như một nguồn sóng radio, được phát ra đều đặn ở các chu kì ngắn. Cường độ bức xạ thay đổi theo một chu kì đều, điều này chỉ ra chuyển động xoay của ngôi sao. Sao Neutron xoay nhanh đến mức lực li tâm làm biến dạng bức xạ của sao thành hình nón đôi, với đỉnh chung ở tâm sao. Bức xạ hình nón này xoay tròn và chỉ quét qua một phần không gian vũ trụ, bởi thế không phải sao xung nào cũng thấy được, kể cả khi nó ở rất gần Trái Đất.

## Lịch sử nghiên cứu
Sao xung lần đầu tiên được Jocelyn Bell Burnell và Antony Hewish của Đại học Cambridge phát hiện năm 1967 qua bức xạ sóng vô tuyến, về sau còn có các sao xung tia X và tia gamma được khám phá. Nhờ thành công này Antony Hewish được tặng giải Nobel vào năm 1974. Họ thu được những sóng radio đặc biệt, bao gồm những dao động đồng dạng có chu kỳ đều từ vài phần nghìn đến vài giây. Giả thiết đầu tiên họ đặt ra là những sóng này đến từ những nền văn minh ngoài Trái Đất. Ngày nay giới khoa học thiên về công nhận giả thiết giải thích sự đều đặn của sóng radio là do được phát ra từ một ngôi sao nhiễm từ rất bé và quay rất nhanh. Để một ngôi sao có thể quay nhanh đến như thế mà không bị lực ly tâm làm tan rã, nó phải rất đặc mà đó là tính chất đặc trưng của sao neutron.
Sự phát sóng vô tuyến cực mạnh làm suy yếu năng lượng của sao xung làm cho tốc độ quay của nó chậm lại. Trong số này có sao xung Con Cua trong tinh vân Con Cua, tốc độ quay giảm một phần mười triệu mỗi năm. Trong các hệ sao đôi, sao xung hút dần vật chất từ sao đồng hành để duy trì năng lượng này.

## Các loại sao xung

Pulsar quay trong hệ sao đôi

Cho đến nay có ba loại sao xung được biết, phân loại theo nguồn gốc năng lượng phát ra sóng vô tuyến:
- Sao xung có năng lượng biến đổi, năng lượng mất mát này làm phát sinh ra sóng vô tuyến.
- Sao xung tích tụ năng lượng (gồm phần lớn nhưng không phải tất cả các sao xung phát ra tia X), khi năng lượng của trường hấp dẫn tăng lên đồng thời với vật chất tạo nên nguồn năng lượng (sản sinh ra tia X mà trên Trái Đất có thể nhận được).
- Sao từ, ở những nơi từ trường bị suy yếu, phát sinh ra sóng vô tuyến.

Mặc dù cả ba loại sao trên là sao neutron, nhưng chúng có trạng thái và các tính chất vật lý tương đối khác nhau. Tuy nhiên chúng cũng có mối liên hệ với nhau. Chẳng hạn, các sao xung phát ra tia X là các sao xung có năng lượng thay đổi đã về già và mất gần hết năng lượng, và chỉ nhận biết được khi cặp sao đồng hành mở rộng ra và chuyển vật chất về phía sao xung. Quá trình này tiếp tục phát triển sẽ chuyển đủ mômen động lượng đến sao xung để "tái chế" nó thành sao xung có năng lượng biến đổi một phần nghìn giây.

## Danh sách các sao xung đã quan sát được
|  |  |  |
|  |  |  |

## Ứng dụng
Nghiên cứu các pulsar có nhiều ứng dụng trong vật lý và thiên văn học. Một ví dụ nổi bật là việc chứng minh sự tồn tại của bức xạ hấp dẫn được dự đoán bởi thuyết tương đối tổng quát.